# Celebration of the Lizard
„Celebration of the Lizard” – utwór amerykańskiego zespołu The Doors po raz pierwszy opublikowany na koncertowym albumie Absolutely Live w 1970 roku.
Teksty zostały napisane przez wokalistę Jima Morrisona. Skomponowane jako seria wierszy, zawierają sekcje muzyczne, werset mówiony i fragmenty alegorycznej opowieści. Występ na żywo został wydany na płycie Absolutely Live, z kolei wersja studyjna ujrzała światło dzienne na składance Legacy: The Absolute Best w 2003 roku.
Suita była w całości wykonywana na koncertach przez zespół. Morrison od początku chciał zamieścić utwór na płycie Waiting for the Sun z 1968 jednak ówczesny producent Paul A. Rothchild i pozostali członkowie zespołu uważali że rozszerzone sekcje poetyckie i sama długość utworu uniemożliwiły pełne nagrywanie. Kilkukrotnie były podejmowane próby zarejestrowania utworu, jednak za każdym razem efekt końcowy nie podobał się muzykom. Dopiero w lipcu 1969 po wydaniu albumu The Soft Parade zespół ostatecznie nagrał suitę, w teatrze Aquarius w Los Angeles.
Fragment z nagrania, sekwencja Not to Touch the Earth została zamieszczona na trzecim longplayu Waiting for the Sun. Pod jej koniec Jim recytuje swoje sławne powiedzenie „I am the Lizard King, I can do anything” (tłum. „Jestem królem jaszczurem, mogę zrobić wszystko”). Tekst do reszty utworu został opublikowany we wkładce pierwszej edycji albumu, z dopiskiem „Lyrics to a theatre composition by The Doors” (tłum. „Teksty do kompozycji teatralnej The Doors”).

## Poematy
- Lions in the Street
- Wake Up!
- A Little Game
- The Hill Dwellers
- Not to Touch the Earth
- Names of the Kingdom
- The Palace of Exile